# Verrucaria ruderum
Verrucaria ruderum är en lavart som beskrevs av DC. Verrucaria ruderum ingår i släktet Verrucaria och familjen Verrucariaceae.  Arten är reproducerande i Sverige. Inga underarter finns listade i Catalogue of Life.